# Bobby Guyer
Robert Sedrick „Bobby“ Guyer (* 6. Mai 1916 in Richmond, Indiana; † 10. Mai 1988 in Covington, Kentucky) war ein US-amerikanischer Jazz-Trompeter und Sänger des Swing.
Bobby Guyer verbrachte die meiste Zeit seines Lebens im Mittleren Westen der Vereinigten Staaten und spielte dort in lokalen Swingbands, wie 1939 bis 1943 in Bobby Byrnes Orchester. 1943 arbeitete er bei Benny Goodman und war u. a. als dessen Bandmitglied in dem Film The Gang’s All Here zu sehen. 1944 wechselte er zu Woody Herman, bei dem er neun Jahre lang spielte. Dann wirkte er bei Tommy Dorsey und Hal McIntyre mit, bei dem er auch an Plattenaufnahmen beteiligt war.
Nachdem er Anfang der 1950er Jahre in der Dorsey Brothers Band gespielt hatte, zog er nach Cincinnati, wo er vorwiegend als Studiomusiker arbeitete und gelegentlich im nördlichen Kentucky auftrat. Drei Jahre vor seinem Tod nahm Guyer ein Album unter eigenem Namen auf (Bobby Guyer and Friends) für das Jazzology-Label, auf dem er mit Musikern wie Ted Des Plantes, Paul Thatcher und Bill Gemmer Dixieland- und Swing-Standards spielte.
Die Autoren Richard Cook und Brian Morton zählen Bobby Guyer zu den „angenehmen Erinnerungen an die vergessene Jazzgemeinde von Cincinnati und Kentucky.“
Guyer starb 1988 vier Tage nach seinem 72. Geburtstag in einem Krankenhaus in Covington an Krebs. Er war verheiratet mit Jennie, geborene Leming. Die Grabstätte der Eheleute befindet sich im Highland Cemetery in Fort Mitchell, Kentucky.